# Puuc (Region)
Die Puuc-Region ist eine Karstlandschaft im Westen der Halbinsel Yucatan auf dem Gebiet der mexikanischen Bundesstaaten Yucatán und Campeche. Der Name stammt aus der yucatekischen Maya-Sprache und bezeichnet Hügelland oder eine Hügelkette (pu'uk). Die nördliche Begrenzung wird Sierrita de Ticul genannt. Das Hügelland ist das hauptsächliche Verbreitungsgebiet des Puuc-Stils der spätklassischen Maya-Architektur.

## Geologie

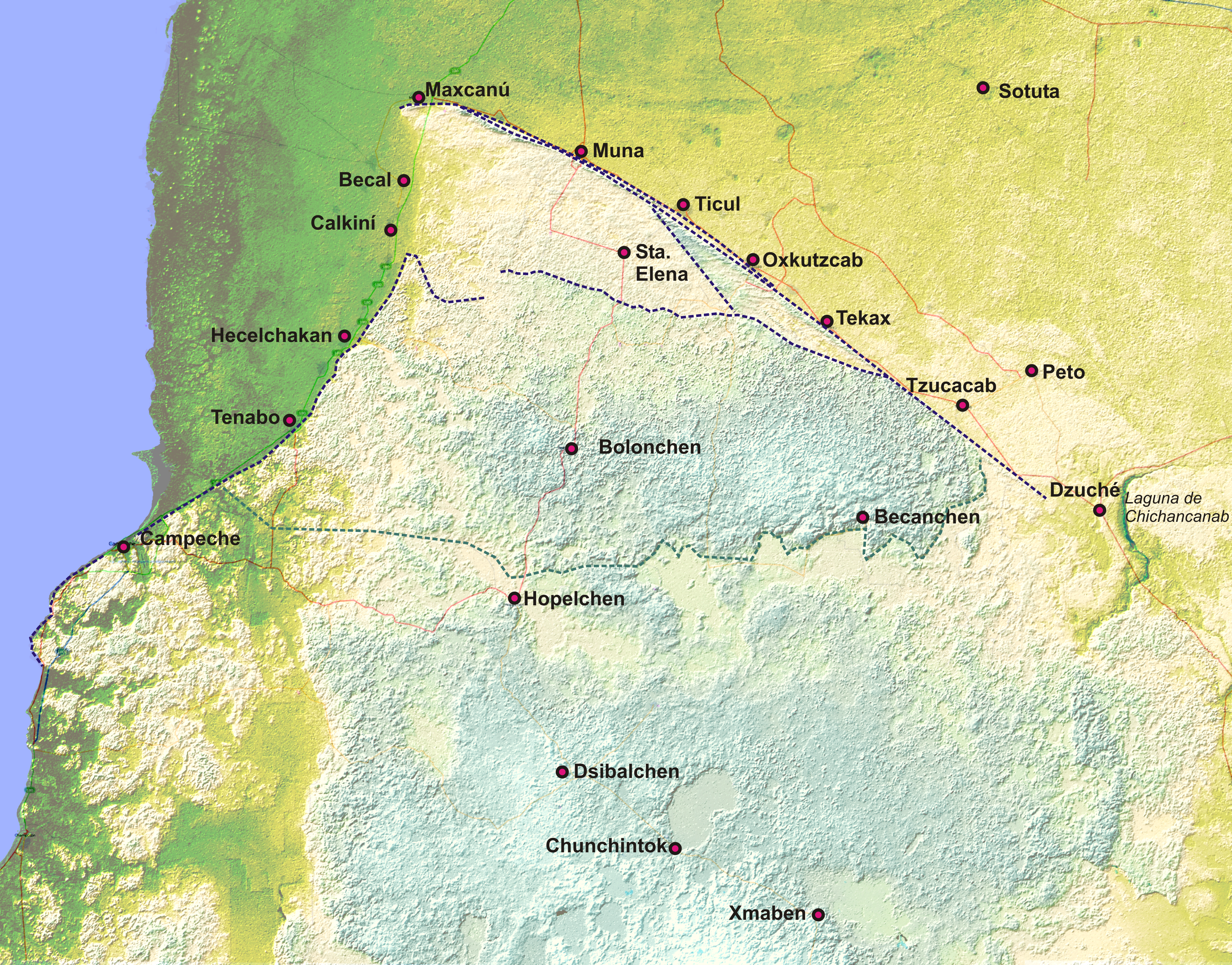
Puuc-Region in Yucatan. Violette unterbrochene Linien: Steilstufen. Grüne unterbrochene Linie: südliche Begrenzung der Puuc-Region

Die Halbinsel Yucatan wird aus einem mehrerer hundert Meter dicken Block aus Kalkstein und Dolomit gebildet, der durch Krustenbewegungen vielfache Störungen aufweist. Aus diesem ragt die Puuc-Hügelkette als Nordwest-Südost verlaufende, teilweise doppelte Steilstufe, die Sierrita de Ticul, heraus, die Höhen von bis zu 100 m über dem nördlich anschließenden Flachland erreicht. Sie beginnt unmittelbar an der Kleinstadt Maxcanú und reicht über eine Entfernung von 135 km bis in die Nähe der Laguna de Chichankanab. Diese ist das Ergebnis einer Hebungsbewegung und bildete im Miozän zeitweilig eine Meeresküste. 
Südlich der Steilstufe liegen zwei unterschiedliche Zonen. Die Santa-Elena-Zone, benannt nach einem Dorf in ihrer Mitte, bildet ein schmales Dreieck zwischen der Sierrita de Ticul und einer weiteren Steilstufe im Süden, die von einem Punkt zwischen den Orten Tekax und Tzucacab an der Sierrita bis in die Nähe von Calkini reicht. Die Santa-Elena-Zone ist ein flach gewelltes Gebiet aus einer dicken Lage von leicht rötlichem Kalkstein des Eozäns. Die Zone geht im Westen ohne deutliche Begrenzung in den südlichen Teil des Flachlandes über. Hier finden sich tief sedimentierte Böden und eine größere Zahl von natürlichen kleinen Seen (aguadas), die vom oberflächigen Ablauf der Niederschläge der Regenzeit gespeist werden und teilweise das ganze Jahr über Wasser führen. Diese im ansonsten trockenen Karstland günstige Voraussetzung hat die menschliche Besiedlung zweifellos sehr begünstigt und dürfte die Standortwahl für große vorspanische Siedlungen wie Uxmal entscheidend beeinflusst haben.
Die zweite Steilstufe verläuft weniger geradlinig und ist auch in ihrem westlichen Teil mehrfach unterbrochen. Sie begrenzt die Bolonchen-Zone im Norden, die nach dem in ihrer Mitte gelegenen Ort Bolonchen benannt ist und deren Kennzeichen ein ausgeprägter Kegelkarst ist. Was im Westen als Hügelzug erscheint, ist der Abbruch dieser Karst-Hügellandschaft. Die Hügel sind meist steil und der Fels tritt oft an die Oberfläche. Nur an den Fußzonen der Hügel und den kleinen Zwischenräumen hat sich eine größere Menge Erosionsmaterial angesammelt, das gute Voraussetzungen für den Pflanzenanbau bietet. Aguadas treten hier nicht auf, die Quellen für Wasser sind einige tiefe und schwer zugängliche Karsthöhlen (zum Beispiel Xtakumbilxunan bei Bolonchen). Die südliche Begrenzung der Bolonchen-Zone ist nicht so deutlich markiert. Man zieht sie zweckmäßigerweise entlang des Nordrands großer, tief zusedimentierter Einbruchsbecken, die durch zahlreiche Schlucklöcher charakterisiert sind, und die sich in einer Kette weiter nach Südosten erstrecken. Dieses Gebiet wird nach dem zweiten Teil vieler Ortsnamen auf -chen als Chenes-Zone bezeichnet. Hier waren die Bedingungen für Pflanzenanbau offenbar weniger günstig, was für eine geringere Siedlungsdichte in der vorspanischen Zeit verantwortlich sein dürfte.